# Westfalenbahn
A Westfalenbahn é uma companhia ferroviária privada que presta serviços regionais em Baixa Saxônia e Renânia do Norte-Vestfália, no norte da Alemanha.

## Atalhos externos
- site da Westfalenbahn